# Bagnoli
Pour les articles homonymes, voir Bagnoli (homonymie).
Bagnoli est un quartier balnéaire de l'ouest de Naples, en Italie.

## Historique
Bagnoli est un des quartiers où l'industrialisation de Naples s'est développée au début du XXe siècle, avec notamment la construction d'une aciérie. Au cours de la Seconde Guerre mondiale, Bagnoli est endommagé à la suite des bombardements sur Naples. Entre 1946 et 1951, Bagnoli est le site d'un camp de personnes déplacées géré par l'Organisation internationale pour les réfugiés.
L'Allied Forces Southern Europe (AFSOUTH) s'installe sur la zone précédemment occupée par le camp en janvier 1953 et le nouveau complexe est formellement inauguré le 4 avril 1954, le jour du 5e anniversaire du traité de l'Atlantique nord.

La modernisation du quartier est entreprise à la fin du XIXe siècle et au début du XXIe siècle avec la suppression de l'aciérie et la construction de la Cité des sciences de Naples ainsi que la conversion de la jetée de l'aciérie en une promenade publique.

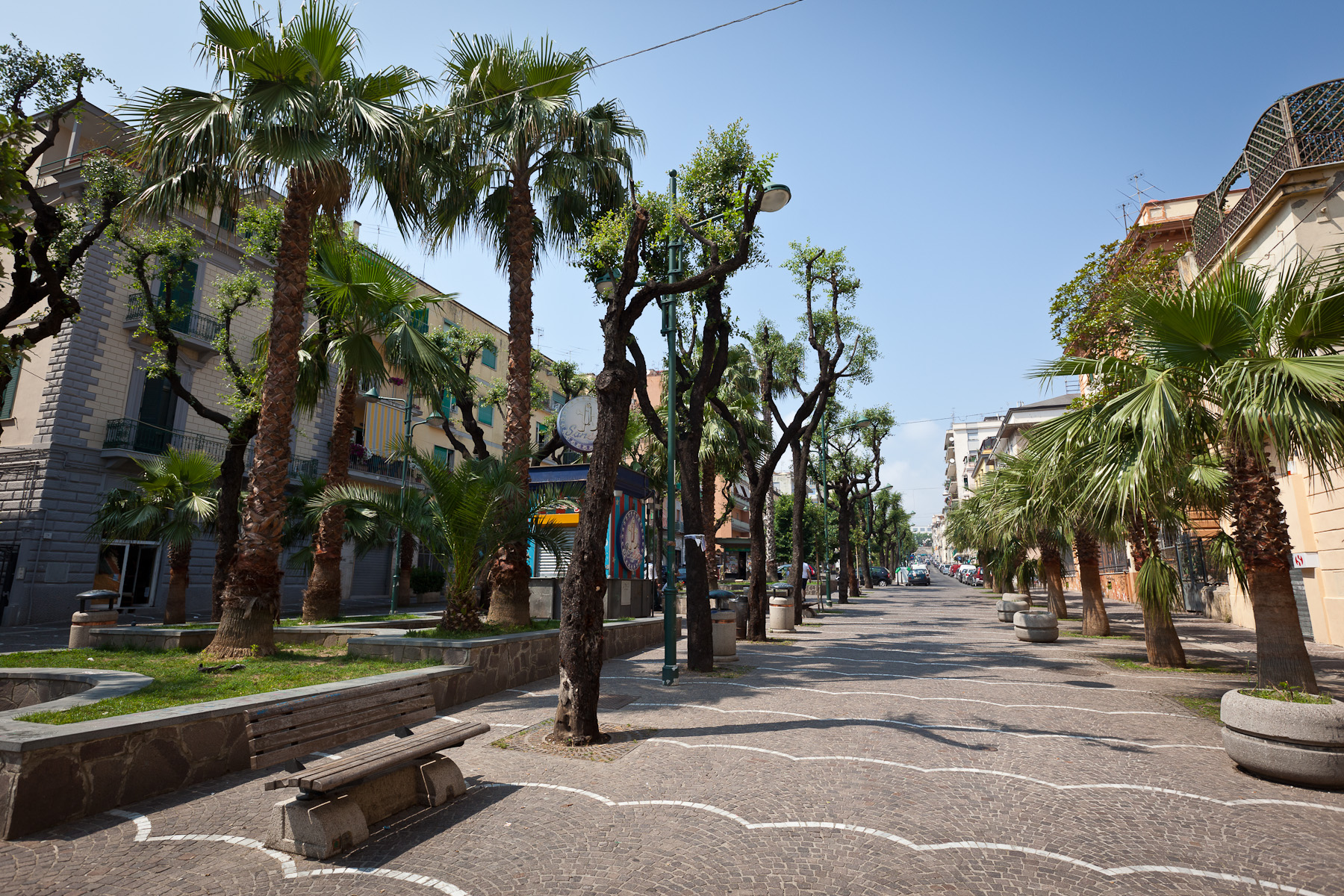
Via Campi Flegrei
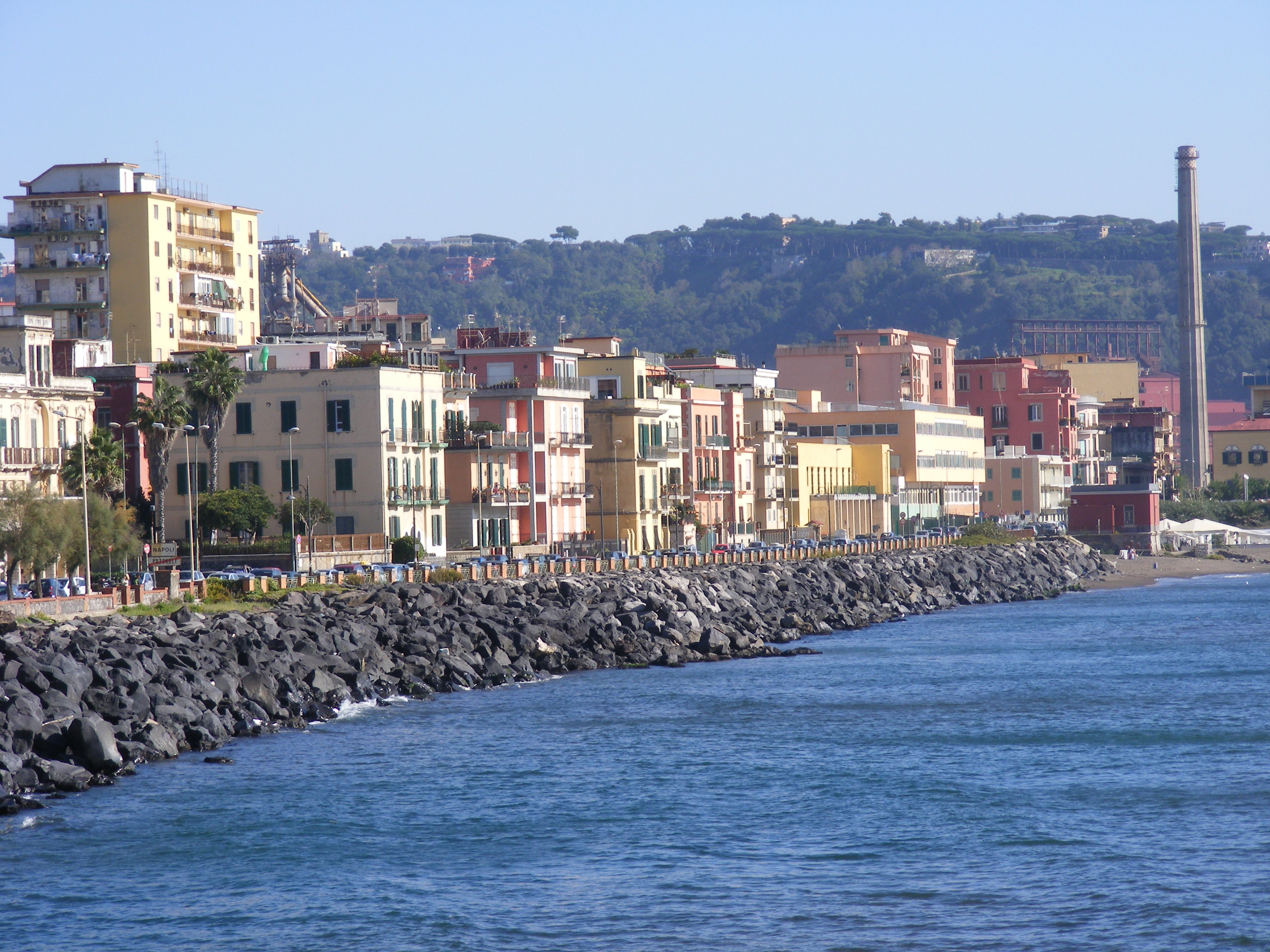
Front de mer
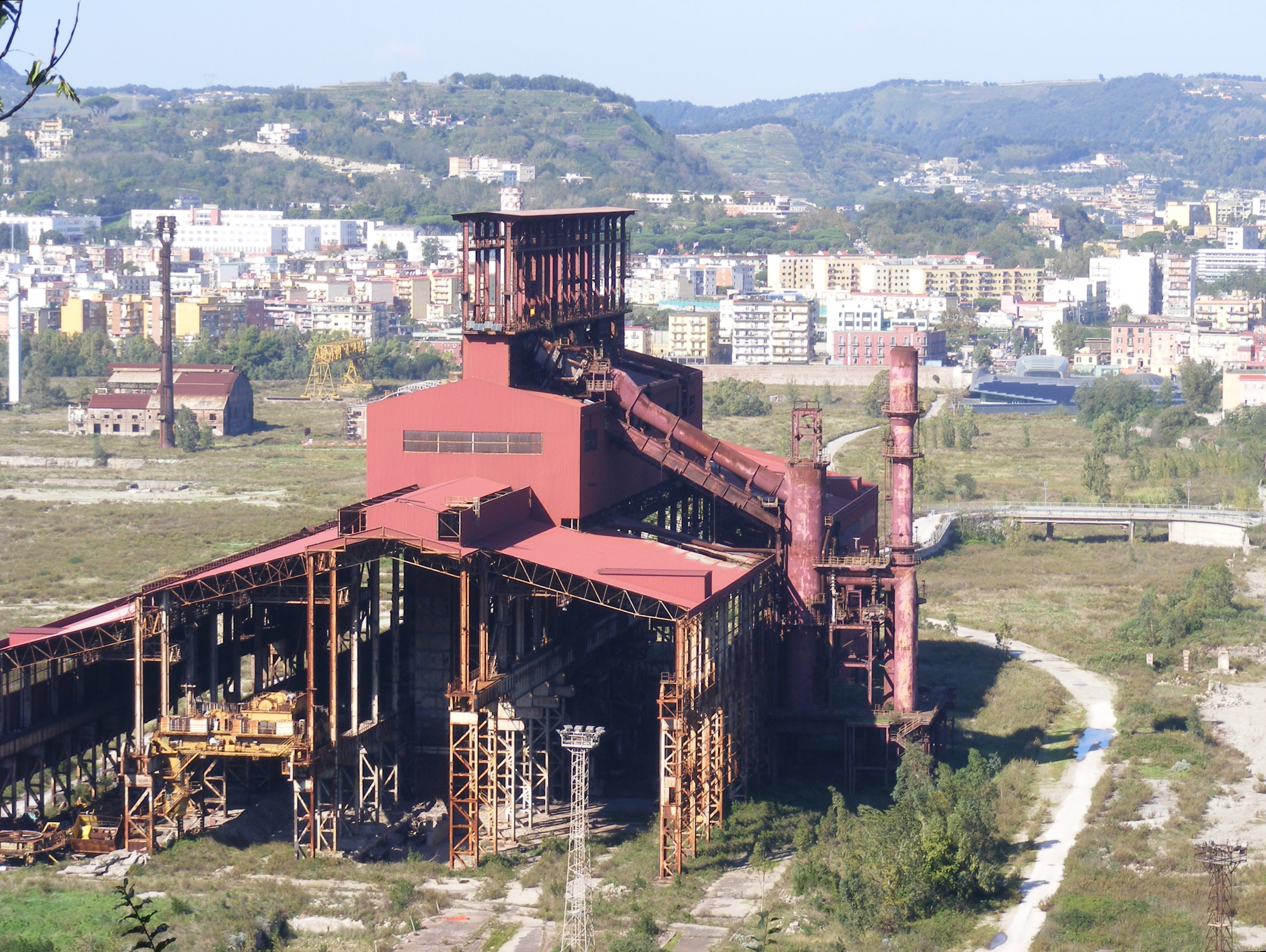
Ancienne usine sidérurgique